# Pealius polygoni
Pealius polygoni là một loài côn trùng cánh nửa trong họ Aleyrodidae, phân họ Aleyrodinae.
Pealius polygoni được Takahashi miêu tả khoa học đầu tiên năm 1934.